# Айбас (крепость)
Айбас — средневековая крепость на берегу реки Айбас в Улытауском районе Карагандинской области. В 1956 году исследована Центрально-Казахстанской археологической экспедицией под руководством академика А. Х. Маргулана. Крепость четырёхугольной формы, площадью 25×25 м, высотой 2—2,5 м. На северо-западной стороне сохранились остатки помещения 3,5×1,2 м.